# Сэмпсон, Марк
Марк Сэмпсон (англ. Mark Sampson; род. 18 октября 1982, Крейго, Кардифф) — валлийский футбольный тренер. В 2013—2017 годах возглавлял женскую сборную Англии по футболу.

## Биография
Родился и вырос в Крейго, пригороде Кардиффа. Выступал за любительский футбольный клуб «Кардифф Коринтианс», где тренером был его брат.
Учился в Кардиффском столичном университете. По его окончании был приглашён на работу в Футбольную ассоциацию Уэльса на должность тренера-координатора. С 2007 года работал в системе «Суонси Сити». Самостоятельную тренерскую карьеру начал в 2008 году. С женским футболом Сэмпсон впервые столкнулся в 2009, возглавив команду «Бристоль Сити», с которой дважды дошёл до финала Кубка Англии, и привёл её ко второму месту в Женской Суперлиге — лучшему результату в истории команды. После такого в декабре 2013-го Сэмпсона позвали в женскую сборную Англии, где он проработал наставником главной сборной до сентября 2017 года, сменив на этом посту Хоуп Пауэлл.
20 сентября 2017 года Футбольная ассоциация Англии официально отправила в отставку Марка с поста главного тренера женской сборной Англии. Главным достижением англичанок под руководством Сэмпсона стало завоевание бронзовых медалей на чемпионате мира 2015 года, где в матче за третье место одержали победу над сборной Германии — 1:0.